# 高砂義勇隊

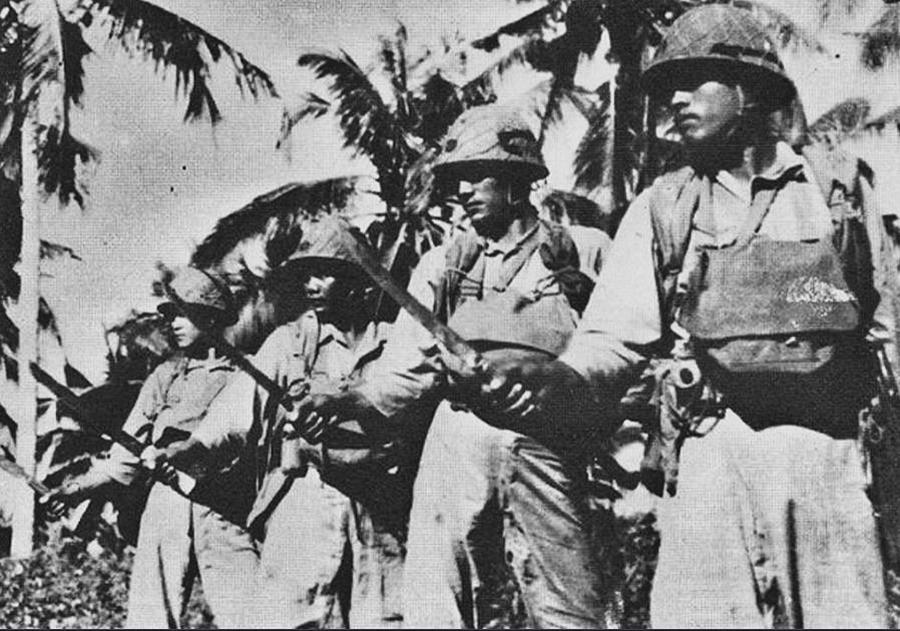
高砂义勇队成员在进行训练

高砂義勇隊，為第二次世界大戰期日本殖民政府動員臺灣原住民前往南洋叢林作戰之組織。據說動員臺灣原住民到南洋熱帶雨林作戰之想法，是出自日軍和知鷹二參謀的建議；此構想起源於霧社事件中，臺灣原住民表現英勇，又熟知叢林氣候，以寡擊眾，對日本軍警頑強抵抗，如能徵召參加大東亞戰爭，應能有所貢獻。「高砂義勇隊」是一總稱，個別梯次的派遣有另行命名者，如「薰空挺隊」等等。「高砂」一語為日本古籍對臺灣之稱呼。
依多年研究台灣原住民歷史的學者陳俊安所言：“在原住民的心中，本來就不是一般漢人的那種國族認同，所以他們不見得是為了日本而戰，以部落為中心的原住民是沒有什麼中國人、日本人之分的。”學者李筱峰也提出，原住民參軍有自願的，但有些為被迫的。

## 招募人數
高砂義勇隊隊員部分說法是採志願方式募集，第一次高砂義勇隊出發日期不詳，但根據報導可推知是在1942年4月1日臺灣正式實施志願兵制度之前，隨後在1942年到1943年之間約派出7次，每次隊員在100人到600人之間，總數約在4,000人左右。
媒體報導1942年3月第一批稱為「高砂族挺身報國隊」的五百人赴菲律賓，因5月7日參戰成功擊退巴丹半島美軍聲名大噪，以後才改稱為「高砂義勇隊」。第二批6月有1,000人、第三批11月414人、第四批於1943年6月200人、第五批7月500人、第六批6月800人、第七批800人等，皆被送往防堵澳軍、美軍的最前線新幾內亞島作戰。估計有超過3000人在此戰死。
後來日軍將「高砂族」青年重新編入特殊任務部隊內，如「齊藤特別義勇隊」等。另有1943年10、11月，分批各500百人送往菲律賓呂宋島戰場，其中被取名為「薰空挺隊」者全軍覆沒、無人生還。

## 戰場表現
據日本退休士兵回憶，該隊人員能於無道路之叢林，穿梭偵察，也可以分辨遠處聲音，從事伏擊。由於隊員精於狩獵，對叢林內的動物可分辨可食或不可食，日軍同僚得以在缺糧下補給。該隊隊員也傳授日軍在叢林生活的方法。日本兵罹患瘧疾，高砂隊員能冒險摘椰子取水解熱。日軍退休人士認為，「高砂隊員的英勇、服從、為長官效命及犧牲奉獻的精神」，日軍成員也難望其項背。
1944年11月26日夜，薰空挺隊48名高砂隊員攜帶爆破器材執行「義號作戰」，分乘日軍4架零式運輸機，計畫以迫降奇襲的「特攻」進入美軍佔領的雷伊泰島布拉文機場，破壞機場的美軍戰機與設施。結果兩架運輸機迫降於機場附近，隊員除少部被打死，其餘逃往內陸叢林；一架遭到高射砲擊落，上面隊員全數陣亡。最後一架迷航，迫降後加入附近的日軍地面部隊。
該隊與其他臺灣原住民志願兵傷亡比例頗高，但戰後並未獲得任何官方補償。直到1974年阿美族日本兵史尼育唔（中村輝夫、李光輝）於印尼被發現後，才引發各界對臺籍日本兵與高砂義勇隊的關注。據媒體報導，若干日人私人募款補償部分高砂隊遺族新台幣兩百萬元，但其具體涵蓋範圍還不清楚。
在國立臺灣歷史博物館典藏之義大利週刊《週日信使報》，在1942年4月份其中一幅圖畫描寫了臺灣的「高砂義勇軍」在菲律賓叢林中對抗美軍的情形，圖中可見義勇軍以輕便的服裝、彎刀對抗穿著正式軍裝並配有長槍的美軍。

## 紀念與爭議
目前高砂義勇隊的靈位皆安置於日本靖國神社中，而各界對如何詮釋高砂義勇隊看法不一。

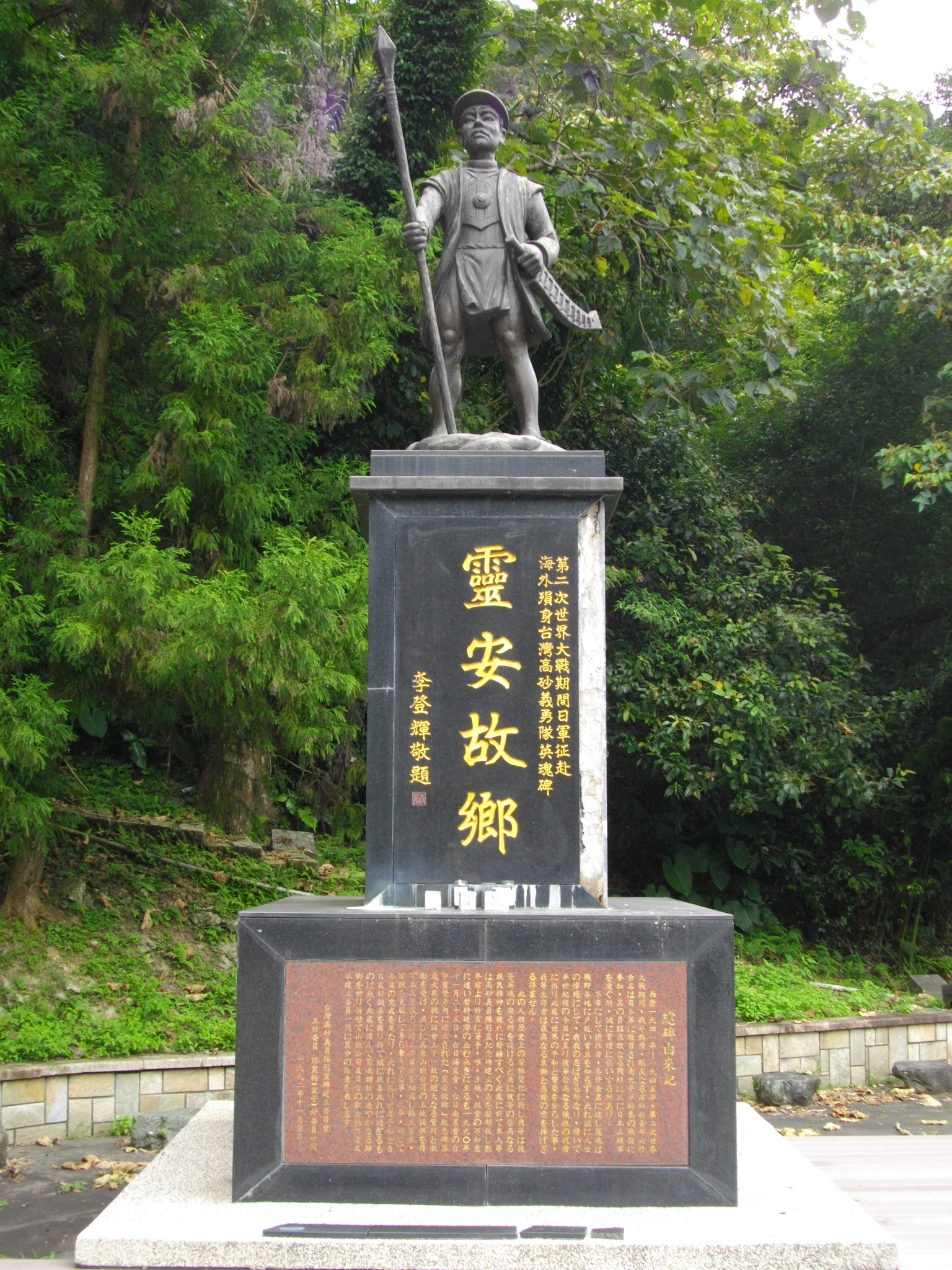
烏來高砂義勇隊紀念碑

目前在新北市烏來區設有「高砂義勇隊紀念碑」一座，募款皆來自日本捐助者。紀念碑側另有日本人士獻給高砂義勇隊的石灰質角礫岩（上刻有日本國歌《君之代》（君が代）全文，歌詞中有文「沙礫成巖兮」）。日人2001年另贈碑一塊，書有「曾傳達皇民忠誠之心的烏來鄉里」，「聚集在這個地方的是高砂義勇隊的英靈們，期待大和魂能夠再度奮起。日本國民謹在烏來此地，以最崇高的敬意奉祀義勇隊員的英靈們」。歷年至此碑觀光憑弔之國內外遊客甚多。
2006年2月24日，經日人籌款，由台北縣烏來鄉高砂義勇隊紀念協會於烏來設置之高砂義勇隊慰靈紀念碑遭臺北縣政府要求限期拆遷。臺北縣2005年當選之中國國民黨籍新任縣長周錫瑋的政府表示，該碑立於公有地，部分設施未經申請，計畫強制拆除部分碑牌。然而也有輿論認此為部分政客大中國意識型態作祟，把單純的追悼政治化，並企圖抹煞臺灣人對過去歷史之記憶。
國民黨立法委員孔文吉稱，其叔被日本徵召到南洋。原住民可立碑紀念彼等征戰英勇，以資思念。但日本鼓勵原住民為日本帝國犧牲，乃是殖民經驗的產物，有其時代背景，原住民當時不解，乃是原住民歷史的悲情。今日紀念此一史蹟，不宜以日本角度對待。
立法委員高金素梅等人認為該派遣非屬公義，日本應賠償原住民受難者，並將死難祖靈從日本神社撤出，反對共祀。
對於臺北縣政府的強拆紀念碑，泰雅民族議會議長馬薩道輝表示，紀念碑是日本和台灣原住民民間團體共同籌資捐贈，日文碑文為日本團體捐贈，當然是用日文，碑文是從日本人當時參與戰爭的角度來看泰雅民族在戰爭中的亡生者。大家應尊重這些參戰遺族的感受，並予以尊重。泰雅爾族民族議會常委歐蜜‧偉浪亦表示，泰雅耆老在二戰時的歷史記憶和認同情感不能被磨滅，社會應該給予尊重。各級政府在看待或處理原住民事務時，應以瞭解和同理心為出發點，千萬不要以高高在上之姿行事，否則將激起原住民的反彈。
一名居住新北市的高砂隊遺族馬偕·旅牧受訪稱，「日本人在臺灣與烏來的泰雅族原住民相處得非常好，彼此間還有通婚，許多人為感念日本天皇德澤，甚至別取日本姓名，這也是年逾五十歲以上泰雅族原住民，平時話家常還習慣用日語交談主要原因。而日軍欺壓台灣原住民，是在霧社事件發生以前，以後態度就變得完全不一樣。尤其，徵調高砂義勇隊到南洋協助作戰後，整個情況更變許多。但最讓日軍感到佩服的是，高砂義勇隊在戰場上對天皇忠誠。」

## 流行文化
- 珂拉琪《TALACOWA》：講述該團主唱夏子的祖父如何逃離最後一批高砂義勇隊徵兵，與同伴從台中走回台東部落的故事。[7][8]

## 外部連結
- 被淹沒的島嶼戰史——高砂義勇隊, Taiwan Panorama, 1999.3
- 台灣人權促進會：不容警總再現，拒絕扭曲事實：烏來高砂義勇隊慰靈紀念碑遭強制拆除事件
- 台灣人權促進會：何時才能靈安故鄉？ 高砂義勇隊慰靈紀念碑強遭拆除事件宣判結果記者會
- 黃智慧.  (PDF). 《台灣原住民族研究學報》 (花蓮縣: 東華大學原住民民族學院 台灣原住民族研究學會). 2011, 1 (4): 139–174  [2020-07-21]. （原始内容存档 (PDF)于2020-07-21）.